# Oszojtelep
Oszojtelep, más néven Kásvaivölgy vagy Fundaja (románul: Fundoaia) falu Romániában, Maros megyében.

## Története
Görgényszentimre község része. A trianoni békeszerződésig Maros-Torda vármegye Régeni alsó járásához tartozott.

## Népessége
2002-ben 138 lakosa volt, ebből 138 román nemzetiségű.

## Vallások
A falu lakói közül 123-an ortodox, 4-en adventista és 10-en pünkösdista hitűek.